# Lista monumentelor istorice din județul Argeș - T

Simbol pentru monumentele istorice

Lista monumentelor istorice din județul Argeș - T cuprinde monumentele istorice înscrise în Patrimoniul cultural național al României și aflate în localități ce încep cu litera T din județul Argeș.
Lista completă este menținută și actualizată periodic de către Ministerul Culturii, Cultelor și Patrimoniului Național din România, prin intermediul Institutului Național al Patrimoniului, ultima versiune datând din 2015. Această listă cuprinde și actualizările ulterioare, realizate prin ordin al ministrului culturii.
| Cod LMI                               | Denumire                                                                 | Localitate                    | Localizare                                                                  | Datare, Creatori                   | Imagine               | Erori             |
| ------------------------------------- | ------------------------------------------------------------------------ | ----------------------------- | --------------------------------------------------------------------------- | ---------------------------------- | --------------------- | ----------------- |
| AG-I-s-B-13382 (RAN: 19221.01)        | Așezarea de tip tell cu val și șanț de la Teiu, punct „Siliște - Măgura” | sat Teiu; comuna Teiu         | „Siliște - Măgura”, la E de localitate, în lunca inundabilă a râului Mozacu | Eneolitic, Cultura Gumelnița       | Încarcă foto \| video | Raportează eroare |
| AG-I-s-A-13383 (RAN: 19258.01)        | Necropolă tumulară de incinerație                                        | sat Tigveni; comuna Tigveni   | „Babe”, „Bălteni”, lângă fostul CAP 44.74028°N 25.13722°E                   | Hallstatt târziu                   | Încarcă foto \| video | Raportează eroare |
| AG-II-m-B-13819                       | Hotel, azi Sediu Consum Coop                                             | oraș Topoloveni               | Calea București 82                                                          | 1936                               | Încarcă foto \| video | Raportează eroare |
| AG-II-a-B-13817                       | Ansamblul Liceului industrial „Ion Mihalache”                            | oraș Topoloveni               | Calea București 131                                                         | 1933                               | Încarcă foto \| video | Raportează eroare |
| AG-II-m-B-13817.01                    | Liceu                                                                    | oraș Topoloveni               | Calea București 131                                                         | 1933                               | Încarcă foto \| video | Raportează eroare |
| AG-II-m-B-13817.02                    | Internat                                                                 | oraș Topoloveni               | Calea București 131                                                         | 1940                               | Încarcă foto \| video | Raportează eroare |
| AG-II-m-B-13820                       | Casa Ivănescu                                                            | oraș Topoloveni               | Calea București 207                                                         |                                    | Încarcă foto \| video | Raportează eroare |
| AG-II-m-B-13816                       | Cămin cultural                                                           | oraș Topoloveni               | Str. Mihalache Ion 1                                                        | 1936                               | Încarcă foto \| video | Raportează eroare |
| AG-II-a-A-13814 (RAN: 13766.01)       | Fostul schit „Din Vii”                                                   | oraș Topoloveni               | Str. Izvorului 17, cartier Goleștii Badii                                   | 1745, ref. înc. sec. XX            | Încarcă foto \| video | Raportează eroare |
| AG-II-m-A-13814.01 (RAN: 13766.01.01) | Biserica „Adormirea Maicii Domnului”                                     | oraș Topoloveni               | Str. Izvorului 17, cartier Goleștii Badii                                   | 1745                               | Încarcă foto \| video | Raportează eroare |
| AG-II-m-A-13814.02                    | Fosta școală agricolă                                                    | oraș Topoloveni               | Str. Izvorului 17, cartier Goleștii Badii                                   | înc. sec. XX                       | Încarcă foto \| video | Raportează eroare |
| AG-II-m-A-13814.03 (RAN: 13766.01.03) | Incintă                                                                  | oraș Topoloveni               | Str. Izvorului 17, cartier Goleștii Badii                                   | 1745, ref. înc. sec. XX            | Încarcă foto \| video | Raportează eroare |
| AG-II-a-B-13818                       | Hala de carne și pește, azi restaurant „Popasul Radului”                 | oraș Topoloveni               | Str. Popovici Maximilian 2                                                  | cca. 1935                          | Încarcă foto \| video | Raportează eroare |
| AG-II-m-A-13815 (RAN: 13766.02)       | Biserica „Sf. Arhangheli Mihail și Gavril”                               | oraș Topoloveni               | Str. Mihai Mihail, Slt. 53, cartier Inuri                                   | 1706                               | Încarcă foto \| video | Raportează eroare |
| AG-II-m-B-13809                       | Biserica „Adormirea Maicii Domnului”                                     | sat Tigveni; comuna Rătești   | 145                                                                         | 1856                               | Încarcă foto \| video | Raportează eroare |
| AG-II-a-B-13808                       | Ansamblul conacului Gheorghe Brătianu                                    | sat Tigveni; comuna Rătești   | 146 44.73832°N 25.14587°E                                                   | cca. 1925, ref. 1958               | Încarcă foto \| video | Raportează eroare |
| AG-II-m-B-13808.01                    | Conacul Gheorghe Brătianu                                                | sat Tigveni; comuna Rătești   | 146                                                                         | cca. 1925, ref. 1958               | Încarcă foto \| video | Raportează eroare |
| AG-II-m-B-13808.02                    | Anexe                                                                    | sat Tigveni; comuna Rătești   | 146                                                                         | cca. 1925, ref. 1958               | Încarcă foto \| video | Raportează eroare |
| AG-II-m-B-13808.03                    | Parc                                                                     | sat Tigveni; comuna Rătești   | 146                                                                         | cca. 1925, ref. 1958               | Încarcă foto \| video | Raportează eroare |
| AG-II-m-B-13810 (RAN: 19258.02)       | Ruinele bisericii „Sf. Voievozi”                                         | sat Tigveni; comuna Tigveni   | În incinta Școlii Ajutătoare                                                | sf. sec. XVIII                     | Încarcă foto \| video | Raportează eroare |
| AG-II-a-A-13811 (RAN: 19258.03)       | Ansamblul conacului Teodor Brătianu                                      | sat Tigveni; comuna Tigveni   | În incinta Școlii Ajutătoare 44.7379°N 25.14528°E                           | sec. XVIII                         | Încarcă foto \| video | Raportează eroare |
| AG-II-m-A-13811.01 (RAN: 19258.03.01) | Conacul Teodor Brătianu                                                  | sat Tigveni; comuna Tigveni   | În incinta Școlii Ajutătoare                                                | sec. XVIII                         | Încarcă foto \| video | Raportează eroare |
| AG-II-m-A-13811.02 (RAN: 19258.03.03) | Anexe                                                                    | sat Tigveni; comuna Tigveni   | În incinta Școlii Ajutătoare                                                | sec. XVIII                         | Încarcă foto \| video | Raportează eroare |
| AG-II-m-A-13811.03 (RAN: 19258.03.04) | Grajduri                                                                 | sat Tigveni; comuna Tigveni   | În incinta Școlii Ajutătoare                                                | sec. XVIII                         | Încarcă foto \| video | Raportează eroare |
| AG-II-m-A-13811.04 (RAN: 19258.03.02) | Zid de incintă                                                           | sat Tigveni; comuna Tigveni   | În incinta Școlii Ajutătoare                                                | sec. XVIII                         | Încarcă foto \| video | Raportează eroare |
| AG-II-m-B-13812                       | Complexul Gabriel Marinescu                                              | sat Tigveni; comuna Tigveni   | 40                                                                          | 1939                               | Încarcă foto \| video | Raportează eroare |
| AG-II-m-B-13813                       | Casa Elisabeta Stanciu                                                   | sat Tigveni; comuna Tigveni   | Str. Puiulești 314                                                          | 1938                               | Încarcă foto \| video | Raportează eroare |
| AG-II-m-A-13486                       | Biserica „Adormirea Maicii Domnului” - Bohari                            | sat Toplița; comuna Mălureni  | Str. Dealul Bisericii, în fostul cătun Bohari 45.03961°N 24.77129°E         | 1641                               | Încarcă foto \| video | Raportează eroare |
| AG-II-a-A-13821 (RAN: 14236.01)       | Mănăstirea Tutana                                                        | sat Tutana; comuna Băiculești | 379 45.04569°N 24.63833°E                                                   | sf. sec. XV-sec. XVIII             |                       | Raportează eroare |
| AG-II-m-A-13821.01 (RAN: 14236.01.02) | Biserica „Sf. Atanasie”                                                  | sat Tutana; comuna Băiculești | 379                                                                         | sf. sec. XV, ref. 1582, 1778, 1837 | Încarcă foto \| video | Raportează eroare |
| AG-II-m-A-13821.02 (RAN: 14236.01.03) | Ruine turn clopotniță                                                    | sat Tutana; comuna Băiculești | 379                                                                         | 1582 - 1588                        | Încarcă foto \| video | Raportează eroare |
| AG-II-m-A-13821.03 (RAN: 14236.01.04) | Ruine chilii                                                             | sat Tutana; comuna Băiculești | 379                                                                         | sec. XV - XVIII                    | Încarcă foto \| video | Raportează eroare |
| AG-II-m-A-13821.04 (RAN: 14236.01.05) | Zid de incintă                                                           | sat Tutana; comuna Băiculești | 379                                                                         | sec. XVI                           | Încarcă foto \| video | Raportează eroare |
| AG-IV-m-A-14015 (RAN: 13766.05)       | Cruce de piatră „La troiță”                                              | oraș Topoloveni               | Cartier Țigănești, lângă Km 5                                               | 1647                               | Încarcă foto \| video | Raportează eroare |
| AG-IV-m-A-14013 (RAN: 13766.03)       | Cruce de piatră                                                          | oraș Topoloveni               | Calea București, în curtea bisericii noi (nr. 227)                          | 1662                               | Încarcă foto \| video | Raportează eroare |
| AG-IV-m-A-14014 (RAN: 13766.04)       | Cruce de piatră                                                          | oraș Topoloveni               | Calea București, în curtea bisericii noi (nr. 227)                          | 1712                               | Încarcă foto \| video | Raportează eroare |
| AG-IV-m-B-14012                       | Casa Vladimir Streinu                                                    | sat Teiu; comuna Teiu         |                                                                             | înc. sec. XX                       | Încarcă foto \| video | Raportează eroare |